# Huỳnh Văn Tí
Huỳnh Văn Tí (sinh ngày 12 tháng 10 năm 1956) là chính trị gia người Việt Nam. Ông từng là Thứ trưởng Bộ Lao động-Thương binh và Xã hội, đại biểu Quốc hội Việt Nam các khóa 11, 12 và 13, thuộc đoàn đại biểu Bình Thuận, Trưởng đoàn Đại biểu Quốc hội tỉnh Bình Thuận khóa 13, Chủ tịch Hội đồng nhân dân tỉnh Bình Thuận. Trong Đảng Cộng sản Việt Nam, ông từng là Ủy viên Ban Chấp hành Trung ương Đảng khóa XI, Bí thư Tỉnh ủy Bình Thuận.
Năm 2022, ông Tí bị Ban Bí thư Bộ Chính trị kỷ luật khiển trách.

## Sự nghiệp
Ngày 14 tháng 2 năm 2015, Huỳnh Văn Tí được Thủ tướng Nguyễn Tấn Dũng bổ nhiệm giữ chức vụ Thứ trưởng Bộ Lao động - Thương binh và Xã hội (Việt Nam).
Ngày 30 tháng 11 năm 2016, ông được Thủ tướng Chính phủ Việt Nam Nguyễn Xuân Phúc quyết định cho nghỉ hưu hưởng chế độ bảo hiểm xã hội.

## Kỷ luật
Ngày 26/4/2022, Tổng Bí thư Nguyễn Phú Trọng chủ trì họp Bộ Chính trị, Ban Bí thư để thi hành kỷ luật nhiều cán bộ, lãnh đạo của tỉnh Bình Thuận lý do Ban Thường vụ Tỉnh ủy Bình Thuận nhiệm kỳ 2010 - 2015 và nhiệm kỳ 2015 - 2020, Ban cán sự đảng UBND tỉnh Bình Thuận nhiệm kỳ 2011 - 2016 và nhiệm kỳ 2016 - 2021 đã vi phạm nguyên tắc tập trung dân chủ và Quy chế làm việc; thiếu trách nhiệm, buông lỏng lãnh đạo, chỉ đạo, thiếu kiểm tra, giám sát để UBND tỉnh và nhiều tổ chức, cá nhân vi phạm quy định của Đảng, pháp luật của Nhà nước trong quản lý, sử dụng đất, thực hiện một số dự án; để một số cán bộ, đảng viên, trong đó có cán bộ chủ chốt của tỉnh bị khởi tố, bắt tạm giam.
- Ông Huỳnh Văn Tí, nguyên Ủy viên Trung ương Đảng, nguyên Bí thư Tỉnh ủy Bình Thuận (nhiệm kỳ 2005 - 2010, 2010 - 2015) bị kỷ luật khiển trách, chịu trách nhiệm chính, trách nhiệm người đứng đầu về những vi phạm, khuyết điểm của Ban Thường vụ Tỉnh ủy nhiệm kỳ 2010 - 2015; chịu trách nhiệm trực tiếp trong việc chủ trì họp cho chủ trương về phương án quy hoạch chi tiết Dự án Khu đô thị du lịch biển Phan Thiết có nội dung vi phạm quy định của pháp luật.[2]